# آمیت الور
آمیت الور (به انگلیسی: Amit Elor،  زادهٔ ۱ ژانویهٔ ۲۰۰۴) یک کشتی‌گیر آزادکار اهل کشور آمریکا است.
از افتخارات وی می‌توان به کسب سه مدال طلا بازی‌های المپیک ۲۰۲۴ پاریس و  قهرمانی کشتی جهان ۲۰۲۲ و قهرمانی کشتی جهان ۲۰۲۳ اشاره کرد.